# Karvansaray Adası
Karvansaray Adası är en ö i Azerbajdzjan.   Den ligger i distriktet Baku, i den östra delen av landet.
Runt Karvansaray Adası är det i huvudsak tätbebyggt.